# Allium transvestiens
Allium transvestiens — вид рослин з родини амарилісових (Amaryllidaceae); поширений в пн.-сх. Ірані й пд. Туркменістані.

## Поширення
Поширений у північно-східному Ірані й південному Туркменістані.